# FC Tosno
El FC Tosno (del ruso: ФК Тосно) fue un equipo de fútbol de Rusia que jugó en la Liga Premier de Rusia 2017-18.

## Historia
Fue fundado en marzo del año 2013 en la ciudad de Tosno tras la fusión de los equipos FC Era y Ruan. El club representa a la región de Leningrado en fútbol.
Su primer partido oficial lo jugaron el 10 de julio de 2013 por la Copa de Rusia en esa temporada, y fue una victoria ante el FC Dynamo Vologda, iniciando una racha de 22 partidos sin perder, la cual terminó el 27 de octubre. En esa temporada el club logró un hecho histórico, ya que se convirtió en el cuarto equipo de la Segunda División de Rusia en avanzar a los cuartos de final de la Copa de Rusia, dejando en el camino al FC Spartak de Moscú hasta ser eliminados por el FC Krasnodar.
En la temporada 2016/17 terminó en segundo lugar de la Primera División de Rusia, con lo que jugaron en la temporada 2017/18 en la Liga Premier de Rusia por primera vez en su historia.
Para la temporada 2017/18 ganó su único título: La Copa de Rusia. El 9 de junio de 2018 desaparece por problemas financieros.

## Palmarés
- Segunda División de Rusia: 1

2013/14
- Copa de Rusia: 1

2017/18

## Entrenadores
- Viktor Demidov (marzo de 2013-octubre de 2013)[6]
- Kiril Gashichev (octubre de 2013-marzo de 2014)
- Oleh Leshchynskyi (marzo de 2014-mayo de 2014)
- Vyacheslav Matyushenko (mayo de 2014-junio de 2014)
- Kiril Gashichev (junio de 2014-agosto de 2014)
- Nikolay Kostov (agosto de 2014-noviembre de 2014)
- Kiril Gashichev (noviembre de 2014-diciembre de 2014)
- Aleksandr Grigoryan (diciembre de 2014-febrero de 2015)
- Yevgeni Perevertailo (febrero de 2015-julio de 2015)
- Dmytro Parfenov (julio de 2015-)